# Jens
Jens es una comuna suiza del cantón de Berna, situada en el distrito administrativo del Seeland. Limita al noroeste con la comuna de Bellmund, al norte con Port y Aegerten, al este con Studen y Worben, al sureste con Kappelen, y al suroeste con Merzligen.
Hasta el 31 de diciembre de 2009 situada en el distrito de Nidau.

## Cultura
Un 96% de la población es de habla alemana, los francófonos e ingleses representan las más grandes minorías.

## Personajes
- Neel Jani, piloto de prueba de la Sauber en la fórmula 1 nacido en Jens.